# 鏡村 (愛媛県)
鏡村（かがみむら）は1955年（昭和30年）まで愛媛県越智郡にあった村である。
南に隣接する宮浦村との2か村が合併、町制施行し大三島町となり、自治体としては消滅した。のちに大三島町は1956年（昭和31年）に岡山村を合併、さらに平成の大合併で今治市と越智郡11か町村の合併により今治市となり、現在に至っている。

## 地理
瀬戸内海のほぼ中央に位置する芸予諸島の一角、大三島の西北部。現在の今治市の北部。東は二反山に連なる標高300m級の山々で上浦村（旧盛口村）に接し、西は海を隔てて大崎上島に対する。南は宮浦村に接している。
西方に鏡山と三本榎か突き出した形をしており、集落はやや入り組んだ湾内に形成されており、山地でそれぞれに分かれている。農地も連続してはいない。背後の山地は島の東部は比較的なだらかなのに対して、当村を含む西は山が海岸に迫る地形で、平地に恵まれず、当村では農地確保のため藩政期から幾たびか開拓が行われてきた。
村名の由来
鏡村　-　村の西端に突き出した鏡崎、鏡山にちなむ。
川
明日本川、高知川
山
二反山 (394.9)、鏡山 (212m)、大空山 (351m)、三本榎 (256m)、青刈山 (346m)
島
柵林島、神殿島、松島 いずれも小島、無人島

## 社会

### 地域・集落
集落は北から肥海（ひがい）、大見（大見）、明日（あけび）の3つある。肥海は北東南の三方を300m級の山々に囲まれた盆地状で、大見は海に面した集落、明日は明日本川流域の狭い谷に民家が集積している。
肥海（ひがい）、大見（おおみ）、明日（あけび）
この合併前の旧3か村の名をそのまま大字として継承した。合併し大三島町になっても継承された。
各地域の概要
肥海　-　「しんがい」「ひんがい」とも呼ばれていた。新開から転じたものとされる。
大海　-　「太見」と書くことがある。由来は、「大海」「碧海」から転じたものとされる。
明日　-　地域名は大山祇神社の護衛に当たった明日兵庫頭に由来する。中世には山城もあった。当地からは大工の出稼ぎが多く、阪神方面が多かったものの、遠くは朝鮮半島にまで出る者もあった。
なお、現在、今治市になってからの地名表記は「大三島町」に旧の大字を続ける。大字は省く。
例 今治市大三島町明日

### 行政
役場は大字大見においた。

### 学校
小中学校共に、大三島町になってからの時期ではあるが、統合したため、旧村域には小中学校とも存在しない。
- 鏡小学校 - 1985年（昭和60年）に宮浦小学校と統合して大三島北小学校となる。跡地は「大三島少年自然の家」として活用されている。
- 鏡中学校 - 1971年（昭和46年）に宮浦中学校・岡山中学校と統合して大三島中学校となる。（現在の今治市立大三島中学校は再統合後、所在地を変えている）

## 歴史
藩政期　伊予松山藩領
- 1698年（享保3年）　太山寺修繕の際の墨書書きに肥海村の大工・多和万蔵の名がみえる。
- 1700年（享保5年）　大見村の庄屋はじめ火災で焼失、藩より借用金で再建にあたる。
- 1778年（安永7年）　肥海村の薬屋五兵衛らにより宮浦村に松山藩営の新地町が開発され、埋められた水田の替地として肥海新田が開発された。
- 1811年（文政8年）　明日村により明日新田が開発される。
- 1861年（ 文久元年）　肥海村の金剛寺の住職により明日村との境の道明鼻を開削して明日村との交通の便が改善された。

明治以降
- 明治末期　大見村にタオル工場が立地。
- 明治末期　明日村で石灰石の採掘が始まる。トロッコで宮前港まで運び、機帆船に積み替えていた。昭和30年頃まで操業した。
- 1921年（大正10年）　亀ケ内石風呂が作られる。昭和10年頃まで使用。
- 1964年（昭和39年）　古江海岸に防波堤完成。

### 沿革
鏡村
- 1889年（明治22年） 12月15日 - 町村制施行により、肥海、大見、明日の3か村が合併して、越智郡鏡村発足。役場を大字大見におく。
- 1955年（昭和30年） 3月31日 – 鏡村、宮浦村の2か村の合併、町制施行により大三島町となり、自治体としての歴史を閉じる。

```
鏡村の系譜
（町村制実施以前の村）　（明治期）　　　（昭和の合併）　　　　　　　（平成の合併）
　　　　　　　　　　　　町村制施行時
肥海　　━┓
大見　　━╋━鏡村　━━┓昭和30年3月31日　昭和31年9月23日
明日　　━┛　　　　　　┃　町制　　　　　　合体
宮浦　　━┓　　　　　　┣━大三島町━━┳━━━━━━━┓
　　　　　┣━宮浦村━━┛　　　　　　　┃　　　　　　　┃
台　　　━┛　　　　　　　　　　　　　　┃　　　　　　　┃
野々江　━┓　　　　　　　　　　　　　　┃　　　　　　　┃
口総　　━┫　　　　　　　　　　　　　　┃　　　　　　　┃
浦戸　　━╋━岡山村━━━━━━━━━━┛　　　　　　　┃
宗方　　━┛　　　　　　　　　　　　　　　　　　　　　　┃平成17年1月16日
　　　　　　　　　　　　　　　　　　　　　今治市━━━━╋━━今治市
　　　　　　　　　　　　　　　　　　　　　朝倉村━━━━┫
　　　　　　　　　　　　　　　　　　　　　玉川町━━━━┫
　　　　　　　　　　　　　　　　　　　　　波方町━━━━┫
　　　　　　　　　　　　　　　　　　　　　大西町━━━━┫
　　　　　　　　　　　　　　　　　　　　　菊間町━━━━┫
　　　　　　　　　　　　　　　　　　　　　吉海村━━━━┫
　　　　　　　　　　　　　　　　　　　　　宮窪町━━━━┫
　　　　　　　　　　　　　　　　　　　　　伯方町━━━━┫
　　　　　　　　　　　　　　　　　　　　　上浦町━━━━┫
　　　　　　　　　　　　　　　　　　　　　関前村━━━━┛
（注記）今治市以下の市町村の合併以前の系譜はそれぞれの市・町・村の記事を参照のこと。

```

## 産業
麦、甘藷、柑橘類、除虫菊、タバコ草などを産した。甘藷は明日地区で盛んに栽培された。海に面しているものの、伝統的に漁業への関心は高くなく、盛んではない。

## 交通
鉄道は通っていない。島ではあるが、他の地域と結ぶ航路等はない。明日（あけび）地区は宮浦港に接する。大見港は今治市管理の地方港湾。
ほぼ海岸に沿って各地区をつなぐ道路が、村内の幹線道路。